# Cickányfélék

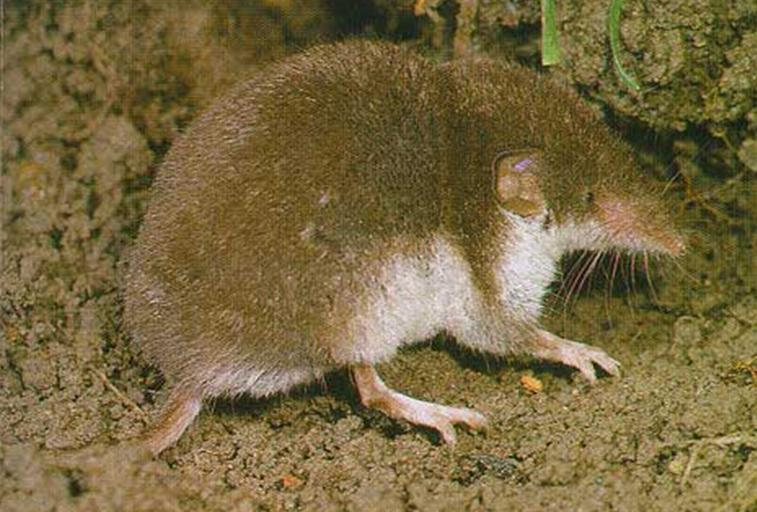
Mezei cickány (Crocidura leucodon)

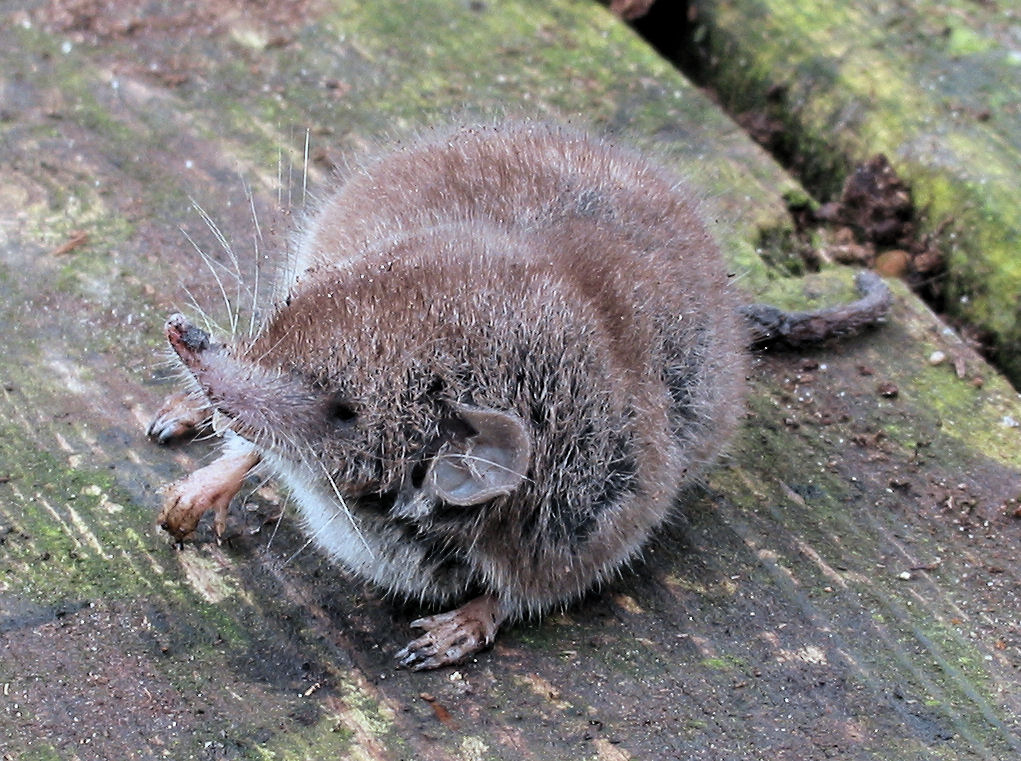
Házi cickány (Crocidura russula)

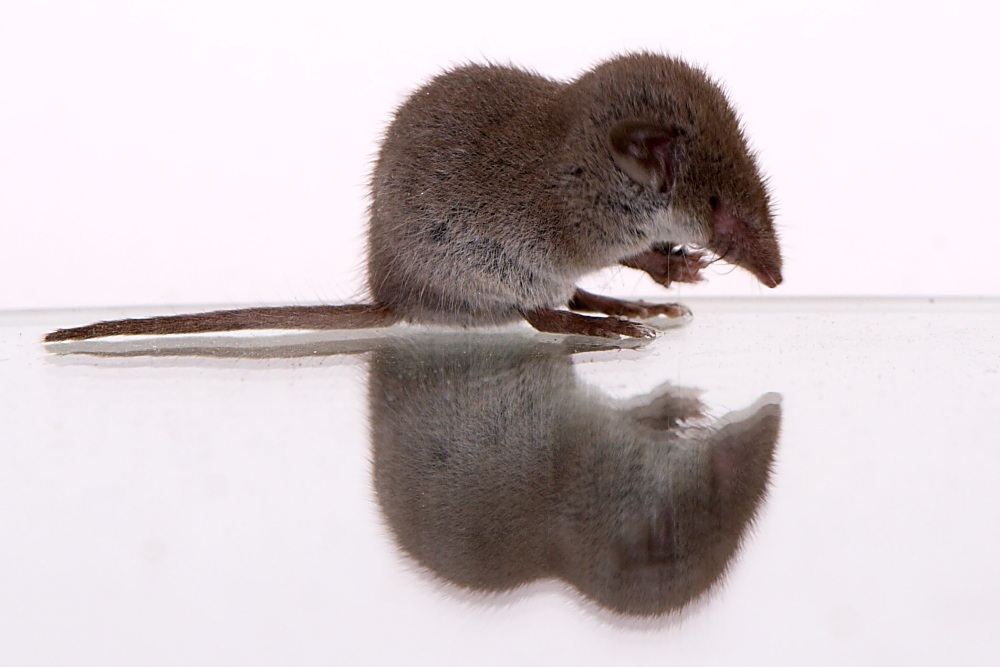
Keleti cickány (Crocidura suaveolens)

Vízicickány csontvázának ábrázolása

A cickányfélék (Soricidae) az emlősök (Mammalia) osztályának és az Eulipotyphla rendjének egyik családja.
A régebbi rendszertani besorolások szerint a rovarevők (Insectivora) rendjébe, aztán pedig rövid ideig a saját cickányalakúak (Soricomorpha) rendjébe tartozott. Három alcsalád, tizenkilenc nem és háromszáznégy faj tartozik a családhoz.
A családba ma 410 recens faj tartozik, de ezekből 5 faj nemrég kihalt. Az élő és nemrég kihalt fajok mellett számos fosszilis faj is létezik.
Kis termetűek, a legtöbbjük nem nagyobb egy egérnél. A legnagyobb faj a távol-keleti pézsmacickány (Suncus murinus) a trópusi Ázsiából, hossza 15 cm, testtömege 100 g.  Az etruszk cickány (Suncus etruscus) 3,5 cm hosszú, és 2 g tömegű, és ezzel ez a faj a legkisebb ma élő szárazföldi emlős.
Általában a szárazföldön élnek, és ásnak, magvak, rovarok, férgek és más táplálék után kutatva. Egyes fajok kaptárba is behatolnak télire méhet enni. Ellenük is véd a 7 mm-es rács. Vannak fára mászó, föld alatt, hó alatt élő, vagy vízben vadászó fajok is. Szemük kicsi, és nem lát jól, viszont hallásuk és szaglásuk kiváló.
Mozgásuk gyors, anyagcseréjük igen élénk. Naponta legalább a testsúlyuk 90%-ának megfelelő mennyiségű táplálékot kell elfogyasztaniuk. A fogságban élő cickányok napi élelemigénye a testsúlyuk 50 és 200%-a között változik. Orruk hosszú, megnyúlt, ormányszerű. Hangjuk a madarak csiripelésére emlékeztet. A mezei cickány és az erdei cickány mindenütt előfordul. Éjjel és nappal egyaránt tevékenykednek.
A cickányoknak van egy mirigyük a testük mindkét felén, ami pézsmát választ ki, amit a legtöbb ragadozó nem kedvel. Azért lehet mégis találni a természetben megölt cickányt, mert valamilyen ragadozó, általában róka, ragadozó madár vagy bagoly egérnek nézte és tévedésből ölte meg. Néhány állat azonban megeszi a cickányt, egyikük a gyöngybagoly, amely gyakran éppen a cickányokra specializálja magát.
Télen nem hibernálódnak, de anyagcseréjük lelassul. Testtömegük 30-50%-át is elveszítik, ami a csontok, a koponya és a belső szervek méretének csökkenésével jár.
A cickányoknak nem nő a foguk úgy, mint a rágcsálóknak, sőt, már születésük előtt elveszítik tejfogaikat. A fogak elhasználódása az idősebb cickányok problémája. Metszőfogaik hosszúak és élesek, rágófogaik a száj hátsó részében találhatók. Fogképletük {\displaystyle {\tfrac {3.1.1-3.3}{1-2.0-1.1.3}}}
Jellemzően magányos életmódúak, a hím és a nőstény csak a párzás idején van együtt. Egyes fajok üreget ásnak maguknak.
Egy nőstény cickány akár évi 10 almot is felnevelhet, különösen a trópusokon, ahol egész évben tudnak szaporodni. A szoptatás ideje 17–32 nap. A nőstény gyakran közvetlenül szülés után párzik, és miután elválasztott egy almot, már meg is szüli a következőt. Várható élettartamuk 12-30 hónap.
A cickányok más szempontból is különlegesek. Néhány fajuk mérges, ami szokatlan az emlősök körében. A mérget a fog vájata vezeti a zsákmányba. A méreg több vegyületet tartalmaz, a rövidfarkúcickányok (Blarina fajok) méregmirigyeinek tartalma akár 200 egér életének kioltására is elegendő. Az egyik vegyülettel magas vérnyomást, egy másikkal migrént és izomidegrendszeri betegségeket kezelnek.  A Blarina brevicauda faj nyála soricidint tartalmaz, ami egy lehetséges jelölt a petefészekrák ellen.
A denevérekhez és a fogascetekhez hasonlóan néhány faj képes echolokációra. Ezek a Sorex és a Blarina nemekbe tartoznak. Ide tartozik az erdei cickány, a Sorex vagrans, és a Blarina brevicauda. A madagaszkári tanrekfélék és a patkányvakondfélék is rendelkeznek ezzel a képességgel. Ultrahangok rövid sorozatát adják ki.  A denevérekkel szemben ezek kis amplitudójúak, széles sávúak, multiharmonikusak, és frekvenciamoduláltak. A közeli tájékozódásra használják, és nem a zsákmány felkutatására.

## Rendszerezés
A családba az alábbi 3 élő és 2 fosszilis alcsalád tartozik:
- fehérfogú cickányok (Crocidurinae) Milne-Edwards, 1872 - 10 nem és 228 élő faj
- afrikai fehérfogú cickányok (Myosoricinae) Kretzoi, 1965 - 3 nem és 25 élő faj
- vörösfogú cickányok (Soricinae) Waldheim, 1814 - 6 nemzetség, 14 recens nem és 157 recens faj
- †Heterosoricinae
- †Limnoecinae

## Fordítás
- Ez a szócikk részben vagy egészben  a   Shrew című angol Wikipédia-szócikk fordításán alapul.  Az eredeti cikk szerkesztőit annak laptörténete sorolja fel. Ez a jelzés csupán a megfogalmazás eredetét és a szerzői jogokat jelzi, nem szolgál a cikkben szereplő információk forrásmegjelöléseként.

## Weblap
- https://web.archive.org/web/20070623213104/http://www.greenfo.hu/adatbazisok/